# Джейш аль-Ислам
Джейш аль-Ислам (араб. جيش الإسلام‎ — «Армия ислама») — коалиция сирийских антиправительственных вооружённых группировок суннитского исламистского направления, сформировавшаяся осенью 2013 года.
До апреля 2018 года представляла собой наиболее мощную вооружённую группировку в анклаве Восточная Гута, в непосредственной близости к Дамаску, соперничавшую за влияние в регионе с группировками «Файлак ар-Рахман» и «Фронт ан-Нусра». Штаб-квартира и основные силы группировки дислоцировались в городе Дума. В апреле 2018 года в результате наступления правительственных сил была вынуждена сдать позиции и тяжёлое вооружение и эвакуироваться на север провинции Алеппо, контролируемый турецкими ВС и Свободной сирийской армией.
Поддерживается Саудовской Аравией.
Входит в список террористических организаций, составленный сирийским правительством. В российский Единый федеральный список террористических организаций не включена. Признана террористической в Иране и Египте. Публично осуждает исламистский терроризм (см. ниже).
В мае 2016 года Россия предлагала Совету Безопасности ООН признать «Джейш аль-Ислам» террористической группировкой, однако это предложение не нашло поддержки.

## История

### Лива аль-Ислам
Весной 2011 года сирийские власти в ходе всеобщей амнистии освободили из заключения Захрана Аллуша — сына известного религиозного деятеля Абдуллы Мохаммеда Аллуша. Оказавшись на свободе, Захран Аллуш создал из числа своих последователей вооружённую группировку «Лива аль-Ислам» (араб. Liwa al-Islam‎ — Бригада ислама). Первой крупной акцией группировки стал взрыв заминированного автомобиля 18 июля 2012 у штаб-квартиры военной разведки Сирии, в результате которого были убиты министр обороны Сирии Дауд Раджиха и его заместитель Асеф Шаукат — близкий родственник сирийского президента Башара аль-Асада.

### Объединение сил
29 сентября 2013 года 50 повстанческих группировок, действовавших в основном в окрестностях Дамаска, объявили об объединении в новую группировку под названием «Джейш аль-Ислам» («Армия ислама»). Возглавил её Захран Аллуш, лидер «Лива аль-Ислам», составившей ядро нового объединения. К ноябрю 2013 года в «Армию ислама» входили уже 60 отрядов вооружённой оппозиции и около двухсот группировок по всей Сирии заявляли о желании присоединиться.

### Смена руководства и обострение соперничества между группировками оппозиции в Восточной Гуте
25 декабря 2015 года в результате ракетного авиаудара по месту, где проводилось совещание лидеров оппозиционных группировок, были убиты Захран Аллуш и его заместитель.
Новым лидером группировки был избран Иссам Аль-Бувайдани (Issam al-Buwaydani), также известный как Абу Хумам. Гибель Захрана Аллуша привела к обострению соперничества в Восточной Гуте между «Джейш аль-Ислам» и группировкой «Файлак ар-Рахман», перешедшего в апреле-мае 2016 года в ожесточённые вооружённые столкновения. 24 мая 2016 года руководители «Файлак ар-Рахман» и «Джейш аль-Ислам» при посредничестве Катара подписали соглашение о прекращении боевых действий, однако уже 14 июня столкновения возобновились, причём «Файлак ар-Рахман» отбил у соперников ряд районов на юге Восточной Гуты.
В апреле — мае 2017 года новые кровопролитные столкновения вспыхнули между «Джейш аль-Ислам» и «Файлак ар-Рахман», которую на этот раз поддержали боевики «Хайят Тахрир аш-Шам» — нового альянса, сформировавшегося на базе «Фронта ан-Нусра». В ходе боёв было убито в общей сложности до 100 боевиков.

### Наступление правительственных войск (февраль — апрель 2018 года)
25 февраля 2018 года усиленная группировка сирийских правительственных войск во взаимодействии с ополченческими отрядами начали масштабную наземную операцию по ликвидации оппозиционного анклава в Восточной Гуте. В середине марта, после того как правительственные силы разрезали анклав на три части, оппозиционные группировки «Файлак ар-Рахман» и «Ахрар аш-Шам» согласились на эвакуацию боевиков и членов их семей в зону деэскалации Идлиб, на территории, контролируемые вооружённой оппозицией. К началу апреля сопротивление правительственным войскам продолжала лишь группировка «Джейш аль-Ислам», контролировавшая город Дума. С её руководством была достигнута договорённость об эвакуации на север Сирии, на территории, контролируемые турецкими ВС и Свободной сирийской армией. Выводу боевиков, однако, помешала смена руководства группировки, которая привела к новому обострению. 6 апреля боевики группировки «Джейш аль-Ислам», нарушив перемирие с правительственными войсками, возобновили обстрелы жилых районов Дамаска.
Срыв перемирия привёл к возобновлению наступления правительственных войск против группировки «Джейш аль-Ислам». 7 апреля несколько неправительственных организаций сообщили о том, что правительственные войска осуществили в городе Дума химическую атаку. Неправительственные организации, поддерживающие сирийскую оппозицию, разместили в сети шокирующие фото- и видеоматериалы с места трагедии. В Дамаске и Москве категорически отвергли информацию о новом применении химического оружия в Восточной Гуте.
Уже 8 апреля в связи с серьёзными территориальными потерями и потерями в технике руководство «Джейш аль-Ислам» заявило о решении возобновить мирные переговоры. По новому соглашению боевики взяли на себя обязательство освободить всех пленных и сдать тяжёлое оружие, после чего правительство гарантировало им возможность эвакуироваться на север Сирии. 12 апреля 2018 года последняя колонна автобусов с боевиками «Джейш аль-Ислам» и членами их семей покинула Думу. Таким образом, вся территория оазиса Восточная Гута перешла под полный контроль армии Башара Асада.

### Численность
По различным оценкам, «Армия ислама» насчитывает от 9 до 25 тысяч бойцов. По данным научного сотрудника Брукингского института Ч. Листера, на конец 2015 года группировка насчитывала 12,5 тысяч человек.
По данным Минобороны России, на декабрь 2016 года группировка насчитывала 64 отряда общей численностью около 12 тыс. человек.

## Идеология
Основой идеологии группировки является радикальный исламизм суннитского толка консервативного направления салафитов (ваххабизм).
Организации свойственна религиозная нетерпимость. Так, основатель группировки, ныне покойный Захран Аллуш, неоднократно критически отзывался о других течениях ислама — шиитах и алавитах. Алавитов — религиозную общину, на которую опирается сирийское правительство, — Аллуш называл ещё «более неверными, чем христиане и евреи».
Группировка выступает за учреждение в Сирии мусульманского государства.

### Отношение к ИГ
Группировка враждебно относится к «Исламскому государству», утверждая, что его последователи «убивают мусульман, но щадят идолопоклонников» (араб. يقتلون أهل اسلام ويدعون أهل الأوثان‎), а также «используют против мусульман суры [Корана], относящиеся к безбожникам» (араб. ينزلون أيات نزلت في الكفار على المسلمين‎).
В 2015 году «Джейш аль-Ислам» распространила видеозапись казни членов ИГ, сопровождавшуюся речью члена шариатского суда, в которой он осудил «тех, кто желает победы ИГ» (وما الذي يريدون أن يحققوه), как «лицемеров» (مذهب النفاق), «идущих под знаменем ада» (مذهب عبد الله بن سبأ اليهودي إنه الإنضمام تحت لواء كلاب أهل النار).
На подконтрольных территориях «Джейш аль-Ислам» воюет как с правительственными войсками, так и с силами ИГ.
См. также Вторая битва за Кобани

### Осуждение террористического акта во Франции
14 ноября 2015 года «Джейш аль-Ислам» совместно с 48 другими группировками вооружённой оппозиции выступила с осуждением терактов в Париже 13 ноября 2015 года.

## Альянсы
Организация в 2013 году присоединилась к Исламскому фронту.
3 августа 2014 года группа «Джейш аль-Ислам» вошла в число группировок вооружённой оппозиции, образовавших Совет сирийского революционного командования (в конце 2015 года прекратил активность).
Лидеры «Джейш аль-Ислам» подвергали критике Национальную коалицию сирийских революционных и оппозиционных сил, заявляя, что силы оппозиции должны возглавляться теми, кто воюет в Сирии, а не лидерами в изгнании.
В апреле — декабре 2015 года наряду с другими оппозиционными группами коалиция принимала участие в работе Операционного центра «Освобождение Алеппо» (Fatah Halab).

## Финансирование
Объединение пользуется поддержкой Саудовской Аравии, стремящейся создать противовес «Фронту ан-Нусра». По сведениям британской газеты Guardian, Саудовская Аравия выделила крупные суммы на вооружение и обучение отрядов «Джейш аль-Ислам»; для обучения были привлечены инструкторы из Пакистана.

## Военная экономика
Джейш аль-Ислам находилось в окружении правительственных сил, что определило особый характер экономической деятельности для выживания в условиях изоляции. Контрабанда и тоннели использовались в качестве подобных инструментов. Боевики подкупали офицеров правительственной армии, чтобы провозить товары и оружие, в числе прочего группировка приобрела подобным образом два танка Т-72. Существовали тоннели в Джобар и на другие территории в обход позиций сирийской армии.
ДаИ производила боеприпасы, такие как самодельные гранаты, артиллерийские мины, СВУ. СВУ закладывались, как правило, на шоссе для засад. Также находились в производстве самодельные мортиры для стрельбы баллонами из-под пропана, снаряжённые взрывчатыми веществами.
ДаИ модернизировала имеющиеся в наличии 107-мм РСЗО Тип 63.
Имелись образцы РСЗО самостоятельного производства, среди которых переносные РСЗО по типу Град-П для одиночных залпов 122-мм ракетами систем Град и 122-мм «Шам аль-Ислам 3» на шасси Урал-375Д.
Джейш аль-Ислам производила артиллерийские мины и ракеты калибров 107- и 122 мм. Артмины изготавливались с нуля, начиная с отливки в песчаных формах и заканчивая доработку на токарных станках, однако взрывчатые вещества в Гуте, по всей видимости, не производились.
Группировка делала крупнокалиберные снайперские винтовки, используя стволы пулемётов и зениток.
Джейш аль-Ислам шила собственную униформу, включая ботинки. Использовался старый американский паттерн Desert Battle Dress Uniform (DBDU) времён Войны в Заливе.
Изготавливались физраствор для оказания первой помощи раненым. Помимо этого, группировка имела свою медицинскую службу.
Развитое сельское хозяйство оазиса позволяло ДаИ иметь собственный источник продовольствия. Это ставило её в выгодное положение в сравнении с городскими анклавами, вынужденных обходиться скудным питанием.

## Участие в мирных переговорах
20 января 2016 года комиссия сирийской оппозиции по проведению мирных переговоров с правительством Асада (англ. Supreme Commission for Negotiations) выбрала главным переговорщиком на мирных переговорах под эгидой ООН одного из лидеров «Джейш аль-Ислам» — Мохаммеда Аллуша, брата покойного лидера группировки Захрана Аллуша.
В декабре 2016 года группировка присоединилась к инициированному Россией режиму перемирия.